# TKb-1479
TKb 1479 – parowóz przemysłowy – tendrzak o układzie osi B wyprodukowany w niemieckich zakładach BMAG (Schwartzkopff) w 1877 roku (numer fabryczny 915). Obecnie jest eksponatem w skansenie w Chabówce, jako najstarsza lokomotywa w Polsce.
Parowóz ten służył w prywatnych i państwowych kolejach na terenie Prus: na kolei Magdeburg-Halberstadt pod nazwą "Königstein", następnie od 1883 roku na Pruskich Kolejach Państwowych z numerami, kolejno: Magdeburg 1455, Altona 1663 i Berlin 1479 (od 1895 r.). W 1901 znalazł zatrudnienie w Cukrowni w Wierzchosławicach, a od 1952 w Suszarni Cykorii w Wierzchosławicach, gdzie pozostawał do 1971 roku. Od 1974 był w zbiorach Muzeum Kolejnictwa w Warszawie. Następnie ulegał powolnej degradacji.  W 1992 roku został odbudowany przez pracowników lokomotywowni w Suchej Beskidzkiej.
Zachowana lokomotywa TKb-1479 znajduje się w skansenie w Chabówce. Jest to najstarsza lokomotywa zachowana w Polsce, a także najstarsza zachowana lokomotywa produkcji BMAG. Obecnie parowóz ma kocioł wyprodukowany w 1939 roku w Stoczni Gdańskiej (Danziger Werft). Obecne oznaczenie lokomotywy pochodzi od oznaczenia tendrzaków o układzie osi B według zasad nazewnictwa PKP (TKb) oraz ostatniego numeru, jaki parowóz nosił w dyrekcji kolei pruskich Berlin (1479).